# 319 Leona
319 Leona (mednarodno ime je tudi 319 Leona) je asteroid v glavnem asteroidnem pasu. 

## Odkritje
Asteroid je odkril francoski astronom Auguste Charlois ( 1864 – 1910) 8. oktobra 1891 v Nici.. 

## Lastnosti
Asteroid Leona obkroži Sonce v 6,24 letih. Njegova tirnica ima izsrednost 0,227, nagnjena pa je za 10,557° proti ekliptiki. Njegov premer je 68,16 km .